# Oldenlandia aegialodes
Oldenlandia aegialodes är en måreväxtart som beskrevs av Cornelis Eliza Bertus Bremekamp. Oldenlandia aegialodes ingår i släktet Oldenlandia och familjen måreväxter. Inga underarter finns listade i Catalogue of Life.